# Osnovna šola Janka Ribiča Cezanjevci
Osnovna šola Janka Ribiča se nahaja v Cezanjevcih.
Ravnateljica šole je Brigita Hojnik.